# 5869 Tanith
5869 Tanith è un asteroide near-Earth. Scoperto nel 1988, presenta un'orbita caratterizzata da un semiasse maggiore pari a 1,8124838 UA e da un'eccentricità di 0,3210291, inclinata di 17,93191° rispetto all'eclittica.